# Friedrich Adalbert Maximilian Kuhn
Friedrich Adalbert Maximilian Kuhn (1842–1894) va ser un botànic alemany. S'acostumava a anomenar-lo "Max," i a escriure sovint el seu nom com "Maximilian Friedrich Adalbert Kuhn." Va treballar amb Konrad H. Christ i Georg Heinrich Mettenius.

## Obres de Kuhn
- Kuhn, Maximilian Friedrich Adalbert. Beitrage zur Mexicanischem Farnflora. Halle. 1869.
- Kuhn, Maximilian Friedrich Adalbert. Filices Africanae. W. Engelmann, Lipsiae. 1868. i,233pp, 1 plate, 240 mm.
- Kuhn, Maximilian Friedrich Adalbert. Filices Deckenianae. Typis Breitkopfii & Haertelii, Lipsiae. 1867. 2,26,(2)pp, 220 mm.
- Kuhn, Maximilian Friedrich Adalbert. Filices Novarum Hebridarum. Wien. 1869.